# هارولد أوليفر (لاعب كرة قدم أسترالية)
هارولد أوليفر (بالإنجليزية: Harold Oliver)‏ هو لاعب كرة قدم أسترالية أسترالي، ولد في 12 أغسطس 1891 في Waukaringa, South Australia ‏ في أستراليا، وتوفي في 15 نوفمبر 1958 في أديلايد في أستراليا.

## وصلات خارجية
- هارولد أوليفر على موقع AustralianFootball.com (الإنجليزية)